# 2003年のオールスターゲーム (日本プロ野球)
2003年のオールスターゲーム (日本プロ野球)は、2003年（平成15年）7月15日と7月16日の2日間開催されたプロ野球オールスターゲームである。正式名称は2003 サンヨー オールスター ゲーム（2003 SANYO ALL STAR GAME）。

## 概要
前年、日本一を成し遂げた巨人（読売ジャイアンツ）の原辰徳監督が全セ（セントラル・リーグ）を率い、パシフィック・リーグを制した伊原春樹監督が全パ（パシフィック・リーグ）を率いて戦った2003年のオールスターゲームは前半戦だけで60勝し、プロ野球の話題を独占した全セの阪神タイガース勢の活躍が光る試合内容となった。1戦は井川慶、2戦は伊良部秀輝が先発投手として全セを負けなしに引っ張った。打の方でも第2戦にジョージ・アリアス、金本知憲が勝負を決める本塁打を放った。一方の全パは2戦を通して3本塁打を放ったアレックス・カブレラが孤軍奮闘した。
なお、この年はパ・リーグ球団の本拠地でのみ2試合が行われたが、大阪ドームでの第1戦を全セントラルのホームチーム扱いとした。第1戦の主管球団は大阪近鉄バファローズであったが、「2試合開催時のホームチームはセ・パ各1試合とする」と2002年に改定されていた開催要項を踏まえ、大阪ドーム（主に阪神・巨人主催）と千葉マリンスタジアム（主にヤクルト主催）でのセ・リーグ球団側の主催ゲームの開催実績を考慮した結果、セの主催試合数が多かった大阪ドームでの試合が全セのホームゲームとなった。よって、阪神主管ではないため、甲子園年間指定席購入者への第1戦・大阪ドーム入場券の優先販売も行われてはいない。

## 出場選手
この年は阪神からファン投票で9名が選出された。これは同一球団からのファン投票による選出人数では過去最高であり、選出人数については2023年に同じく阪神から10人（投手3野手7）が選出されるまで記録は破られなかった。なお野手8人全員が同一球団からファン投票で選出されたのは2023年時点で唯一である。なお、この年は今岡誠が歴代最多となる1,588,712票を獲得し、金本知憲、赤星憲広、濱中おさむ、矢野輝弘も、それまで最多だった1999年のイチローの1,346,504票を上回る票を獲得した。
なお翌年以降、インターネット投票は会員登録制で「1人1日5回（2008年からは1回）まで」とするようになり、このような大量得票は見られなくなった（組織票問題も参照）
| セントラル・リーグ | セントラル・リーグ | セントラル・リーグ | セントラル・リーグ | パシフィック・リーグ | パシフィック・リーグ | パシフィック・リーグ | パシフィック・リーグ |
| ------------------ | ------------------ | ------------------ | ------------------ | -------------------- | -------------------- | -------------------- | -------------------- |
| 監督               | 原辰徳             | 巨人               |                    | 監督                 | 伊原春樹             | 西武                 |                      |
| コーチ             | 若松勉             | ヤクルト           |                    | コーチ               | 梨田昌孝             | 大阪近鉄             |                      |
| コーチ             | 山田久志           | 中日               |                    | コーチ               | 王貞治               | ダイエー             |                      |
| 先発投手           | 川崎憲次郎         | 中日               | 4                  | 先発投手             | 松坂大輔             | 西武                 | 5(1)                 |
| 先発投手           | 井川慶             | 阪神               | 3                  | 先発投手             | 松坂大輔             | 西武                 | 5(1)                 |
| 中継投手           | 岩瀬仁紀           | 中日               | 3                  | 中継投手             | 森慎二               | 西武                 | 4                    |
| 抑え投手           | 高津臣吾           | ヤクルト           | 5                  | 抑え投手             | 小林雅英             | ロッテ               | 3                    |
| 投手               | 上原浩治           | 巨人               | 5(1)               | 投手                 | 豊田清               | 西武                 | 4                    |
| 投手               | 木佐貫洋           | 巨人               | 初                 | 投手                 | 岩隈久志             | 大阪近鉄             | 初                   |
| 投手               | 五十嵐亮太         | ヤクルト           | 3                  | 投手                 | 吉田豊彦             | 大阪近鉄             | 4(1)                 |
| 投手               | 落合英二           | 中日               | 2                  | 投手                 | 篠原貴行▲            | ダイエー             | 2                    |
| 投手               | 伊良部秀輝         | 阪神               | 4                  | 投手                 | 和田毅               | ダイエー             | 初                   |
| 投手               | 永川勝浩           | 広島               | 初                 | 投手                 | 斉藤和巳             | ダイエー             | 初                   |
| 投手               | 高橋建             | 広島               | 3                  | 投手                 | 清水直行             | ロッテ               | 初                   |
|                    |                    |                    |                    | 投手                 | ミンチー             | ロッテ               | 2                    |
|                    |                    |                    |                    | 投手                 | 吉崎勝               | 日本ハム             | 初                   |
| 捕手               | 矢野輝弘           | 阪神               | 3                  | 捕手                 | 城島健司             | ダイエー             | 7(1)                 |
| 捕手               | 阿部慎之助         | 巨人               | 初                 | 捕手                 | 三輪隆               | オリックス           | 初                   |
| 捕手               | 古田敦也           | ヤクルト           | 14                 |                      |                      |                      |                      |
| 一塁手             | 桧山進次郎         | 阪神               | 3                  | 一塁手               | カブレラ             | 西武                 | 3                    |
| 二塁手             | 今岡誠             | 阪神               | 3                  | 二塁手               | 井口資仁             | ダイエー             | 3                    |
| 三塁手             | アリアス           | 阪神               | 2                  | 三塁手               | 小笠原道大           | 日本ハム             | 5                    |
| 遊撃手             | 藤本敦士           | 阪神               | 初                 | 遊撃手               | 松井稼頭央           | 西武                 | 7                    |
| 内野手             | 二岡智宏           | 巨人               | 3                  | 内野手               | 高木浩之             | 西武                 | 2                    |
| 内野手             | 宮本慎也           | ヤクルト           | 2                  | 内野手               | 阿部真宏             | 大阪近鉄             | 初                   |
| 内野手             | 鈴木健             | ヤクルト           | 3                  | 内野手               | 松中信彦             | ダイエー             | 4                    |
| 内野手             | 立浪和義           | 中日               | 10                 | 内野手               | 小坂誠               | ロッテ               | 5                    |
| 内野手             | ウッズ             | 横浜               | 初                 | 内野手               | 塩谷和彦             | オリックス           | 初                   |
| 外野手             | 金本知憲           | 阪神               | 6                  | 外野手               | ローズ               | 大阪近鉄             | 7                    |
| 外野手             | 赤星憲広           | 阪神               | 初                 | 外野手               | 谷佳知               | オリックス           | 3                    |
| 外野手             | 濱中おさむ         | 阪神               | 初                 | 外野手               | 坪井智哉             | 日本ハム             | 2                    |
| 外野手             | 高橋由伸           | 巨人               | 6                  | 外野手               | 和田一浩             | 西武                 | 初                   |
| 外野手             | ラミレス           | ヤクルト           | 2                  | 外野手               | 村松有人             | ダイエー             | 2                    |
| 外野手             | 福留孝介           | 中日               | 3                  |                      |                      |                      |                      |
| 外野手             | 金城龍彦           | 横浜               | 初                 |                      |                      |                      |                      |
|                    |                    |                    |                    | 指名打者             | 大道典嘉             | ダイエー             | 2                    |

- 太字はファン投票で選ばれた選手。▲は出場辞退選手発生による補充選手。
- 数字は出場回数。『( )』内数字は上記回数中事故のため不出場の回数。

1. ↑  組織票問題の責任を取り、選抜辞退。得票数2位の井川を繰り上げ選出。
2. ↑  右肘痛ため。代わりに篠原貴行を選出。
3. ↑  右肩脱臼のため。代替選出なし。

## 試合結果

### 第1戦
7月15日（火） 大阪ドーム 開始18：40（試合時間：2時間40分） 観衆数/29,797人
|      | 1 | 2 | 3 | 4 | 5 | 6 | 7 | 8 | 9 | R | H  | E |
| ---- | - | - | - | - | - | - | - | - | - | - | -- | - |
| 全パ | 0 | 0 | 1 | 0 | 1 | 2 | 0 | 0 | 0 | 4 | 9  | 0 |
| 全セ | 0 | 1 | 0 | 0 | 0 | 0 | 2 | 0 | 1 | 4 | 11 | 0 |

1. （9回・規定により引き分け）
2. パ：岩隈（近）、和田（ダ）、吉崎（日）、斉藤（ダ）、吉田（近）－城島（ダ）、三輪（オ）
3. セ：井川（神）、上原（巨）、高橋（広）、岩瀬（中）、永川（広）－矢野（神）、阿部（巨）
4. 本塁打
パ：谷（オ）1号（ソロ・井川）、松井（西）1号（ソロ・上原）、カブレラ（西）1号（2ラン・高橋）
セ：アリアス（神）1号（ソロ・岩隈）、高橋由（巨）1号（2ラン・斉藤）・2号（ソロ・吉田）
5. 審判
［球審］秋村（パ）
［塁審］西本（セ）・小寺（パ）・渡田（セ）
［外審］中村稔（パ）・佐々木（セ）

#### オーダー
| パシフィック | パシフィック | パシフィック |
| 打順         | 守備         | 選手         |
| ------------ | ------------ | ------------ |
| 1            | [遊]         | 松井稼頭央   |
| 2            | [三]         | 小笠原道大   |
| 3            | [左]         | ローズ       |
| 4            | [一]         | カブレラ     |
| 5            | [捕]         | 城島健司     |
| 6            | [指]         | 和田一浩     |
| 7            | [二]         | 井口資仁     |
| 8            | [右]         | 坪井智哉     |
| 9            | [中]         | 谷佳知       |
|              | [投]         | 岩隈久志     |

| セントラル | セントラル | セントラル |
| 打順       | 守備       | 選手       |
| ---------- | ---------- | ---------- |
| 1          | [二]       | 今岡誠     |
| 2          | [遊]       | 二岡智宏   |
| 3          | [左]       | 金本知憲   |
| 4          | [指]       | ラミレス   |
| 5          | [三]       | アリアス   |
| 6          | [右]       | 福留孝介   |
| 7          | [一]       | 桧山進次郎 |
| 8          | [捕]       | 矢野輝弘   |
| 9          | [中]       | 赤星憲広   |
|            | [投]       | 井川慶     |

MVP
高橋由伸（巨人）

### 第2戦
7月16日（水） 千葉マリンスタジアム 開始18：33（試合時間：2時間50分） 観衆数/25,108人
|      | 1 | 2 | 3 | 4 | 5 | 6 | 7 | 8 | 9 | R | H  | E |
| ---- | - | - | - | - | - | - | - | - | - | - | -- | - |
| 全セ | 1 | 0 | 1 | 0 | 1 | 1 | 1 | 0 | 0 | 5 | 10 | 1 |
| 全パ | 0 | 0 | 0 | 1 | 0 | 2 | 0 | 0 | 0 | 3 | 8  | 0 |

1. セ：○伊良部（神）、木佐貫（巨）、落合（中）、五十嵐亮（ヤ）、S高津（ヤ）－古田（ヤ）、阿部、矢野
2. パ：●清水直（ロ）、ミンチー（ロ）、篠原（ダ）、森（西）、豊田（西）、小林雅（ロ）－城島、三輪
3. 勝利：伊良部（1勝）
4. セーブ：高津 (1S)
5. 敗戦：清水直（1敗）
6. 本塁打
セ：金本（神）1号（ソロ・清水直）・2号（ソロ・ミンチー）、アリアス2号（ソロ・篠原）
パ：カブレラ2号（ソロ・木佐貫）・3号（ソロ・木佐貫）、小笠原（日）1号（ソロ・木佐貫）
7. 審判
［球審］佐々木（セ）
［塁審］中村稔（パ）・西本（セ）・小寺（パ）
［外審］渡田（セ）・秋村（パ）

#### オーダー
| セントラル | セントラル | セントラル |
| 打順       | 守備       | 選手       |
| ---------- | ---------- | ---------- |
| 1          | [二]       | 今岡誠     |
| 2          | [三]       | 立浪和義   |
| 3          | [左]       | 金本知憲   |
| 4          | [指]       | ラミレス   |
| 5          | [右]       | 高橋由伸   |
| 6          | [一]       | アリアス   |
| 7          | [中]       | 桧山進次郎 |
| 8          | [捕]       | 古田敦也   |
| 9          | [遊]       | 藤本敦士   |
|            | [投]       | 伊良部秀輝 |

| パシフィック | パシフィック | パシフィック |
| 打順         | 守備         | 選手         |
| ------------ | ------------ | ------------ |
| 1            | [中]         | 村松有人     |
| 2            | [三]         | 小笠原道大   |
| 3            | [指]         | ローズ       |
| 4            | [一]         | カブレラ     |
| 5            | [捕]         | 城島健司     |
| 6            | [左]         | 和田一浩     |
| 7            | [右]         | 坪井智哉     |
| 8            | [二]         | 井口資仁     |
| 9            | [遊]         | 小坂誠       |
|              | [投]         | 清水直行     |

MVP
金本知憲（阪神）

## テレビ・ラジオ中継

### テレビ中継
- 第1戦:7月15日
  - 朝日放送≪テレビ朝日系列≫ 実況：松原宏樹 解説：東尾修、福本豊、中西清起
- 第2戦:7月16日
  - TBS 実況：初田啓介 解説：衣笠祥雄 リポーター：牛島和彦、槙原寛己 ゲスト：島谷ひとみ

### ラジオ中継
- 第1戦:7月15日
  - NHKラジオ第1 実況：広坂安伸 解説：鈴木啓示
  - TBSラジオ（JRN／朝日放送） 実況：中邨雄二 解説：吉田義男
  - 文化放送（NRN／ラジオ大阪） 実況：松本恵治 解説：村田辰美
  - ニッポン放送（NRN／毎日放送） 実況：馬野雅行 解説：仲田幸司
  - ラジオ日本 実況：佐藤一司 解説：村田辰美
- 第2戦:7月16日
  - NHKラジオ第1 実況：石川洋 解説：大島康徳
  - TBSラジオ（JRN） 実況：戸崎貴広 解説：牛島和彦　
  - 文化放送（NRN） 実況：長谷川太 解説：山崎裕之、佐藤道郎
  - ニッポン放送（NRN） 実況：栗村智 解説：大矢明彦、中村勝広
  - ラジオ日本 実況：小林幸明 解説：高田繁

NHKラジオは、この年をもってオールスター戦の全国中継から撤退した（その後は年度により開催地の地元を中心としたブロックネットのみ実施）。